# 笑福亭福笑
笑福亭 福笑（しょうふくてい ふくしょう）は、上方落語の回文の要素を用いた名。過去に「福笑」を名乗った落語家が存在する。
- 笑福亭 福笑 - 月亭春松編の落語系圖には初代笑福亭福松の門人に確認できる。
- 笑福亭 福笑 - 同じく落語系圖には2代目笑福亭福圓の門人に確認できる。

当代笑福亭 福笑（しょうふくてい ふくしょう、1949年2月27日 - ）は、落語家。大阪府枚方市出身。本名: 高嶋 章。

## 来歴・人物
1968年10月、6代目笑福亭松鶴に入門。大阪府立大和川高等学校（現：大阪府教育センター附属高等学校）を中退後、アルバイトやヒッピーのようなことをしたりするなど放蕩していたが、ラジオで聞いた笑福亭仁鶴に憧れ入門を請う。しかし、仁鶴からはまだ弟子を取る身分でないからと、6代目松鶴に入門するよう諭され、正式に6代目松鶴に入門。デビュー当時は噺家では珍しくおかっぱ頭であった、また突然パーマをあてて6代目松鶴を驚かせたこともあった。仁鶴他界後は鶴光に次ぐ2番弟子。弟弟子には笑福亭鶴瓶などがいる。また明石家さんまは従弟弟子に当たる。
上方落語協会には加盟しているが、現在はどこの芸能プロダクションにも所属しておらず、個人事務所として「福笑エンタープライズ」を立ち上げている。
故にメディアで噺を聞く機会は少ないが、松鶴一門の中でも爆笑派で、古典落語・新作落語の両刀使いである。地元・関西には多くの熱狂的なファンが存在する。上下（かみしも）を振らない喋りの型は迫力がある。弟子に、笑福亭はてな（北村豊晴、1年ほどで廃業）、笑福亭ひらめ（森田展義、吉本新喜劇廃業）、笑福亭たま。笑福亭いこい (他から来た)

## 芸風
はじめは古典中心の本格派をめざしていた。芸に伸び悩んでいた1979年、上野の鈴本演芸場で三遊亭圓丈の創作落語に出会い、新作を手がけるようになった。以来、多くの作品を創作している。特に甲子園初出場の初戦で大敗した監督が酒を飲みながら部員に愚痴る「憧れの甲子園」は、もし師匠の松鶴が「生きとったらどうじゃいと聞かせていたはず」というほどの自信作である。また、研究熱心で、「時うどん」ではじめにサゲを説明する型を創作するなど古典に新しい工夫を凝らしており、師や米朝、春團治らが練り上げたネタを同じように演じるのでなく「もっと面白うなるはずや、考えろ、考えろや言い聞かせるんです。」と述べている。

## 得意とするネタ

### 古典
- 『軒付け』
- 『ちしゃ医者』
- 『貧乏花見』
- 『代書屋』
- 『崇徳院』
- 『狸の賽』
- 『時うどん』
- 『へっつい盗人』
- 『無いもん買い』
- 『江戸荒物』

　他

### 新作落語
- 『キタの旅』
- 『渚にて』
- 『憧れの甲子園』
- 『憧れの回転寿司』
- 『新日本語講座』
- 『もうひとつの日本』
- 『瀞満峡（どろみつきょう）』
- 『釣道入門』
- 『宿屋ばばぁ』
- 『今日の料理』
- 『浪曲やくざ』
- 『病院』
- 『葬儀屋さん』
- 『珍宝堂綺譚』

　他　

## 出演番組
- わっしょいスペシャル・ハイ本番! 木曜バチョン（ラジオ大阪）
- あらまあホンマ福笑の福袋（ラジオ大阪）